# Kourbéra-Poura
Kourbéra-Poura est une commune rurale située dans le département de Nako de la province du Poni dans la région Sud-Ouest au Burkina Faso.

## Histoire
Selon la tradition orale, Kourbéra-Poura a été fondé dans la première moitié du XXe siècle par des Lobis originaires de Nako, anciennement descendants de Dah Youlbou venu avec ses deux frères du Ghana pour fuir les Anglais au début du siècle,.

## Santé et éducation
Le centre de soins le plus proche de Kourbéra-Poura est le centre de santé et de promotion sociale (CSPS) de Nako tandis que le centre hospitalier régional (CHR) de la province se trouve à Gaoua.
Le village possède une école primaire.